# 27 octobre 2012
Le vendredi 27 octobre 2012 est le 301e jour de l'année 2012.

## Décès
- Hans Werner Henze (né le 1er juillet 1926), compositeur allemand ;
- Jacques Dupin (né le 4 mars 1927), poète français ;
- Terry Callier (né le 24 mai 1945), auteur-compositeur-interprète et musicien de folk américain ;
- Eduardo Herrera Riera (né le 7 septembre 1927), prélat vénézuélien.

## Événements
- Cinquante et un Haïtiens meurent lors du passage de l'ouragan Sandy surnommé Frankenstorm, portant à 66 le nombre de morts humaines causées par cet ouragan dans les Antilles[1].
- Tremblement de terre de magnitude 7,7 sur l'échelle de Richter sur la côte ouest du Canada. Une alerte au tsunami est lancée à Hawaï (États-Unis), levée six heures plus tard[2].
- élections présidentielles aux États-Unis : la Floride commence à voter[3].
- Grand Prix automobile d'Inde 2012.
- Le stade Friends Arenaest inauguré.
- 6 Heures de Shanghai 2012.
- Début de la diffusion de l'émission Métal Hurlant Chronicles sur la chaîne publique jeunesse française "France 4" ;
- diffusion du premier épisode de Merlin (mini-série, 2012).
- Fin du championnat de Finlande de football 2012,
- fin du championnat du Kazakhstan de football 2012.